# 아보가드로 (소프트웨어)
아보가드로(Avogadro)는 전산화학, 분자 모델링, 재료과학을 위해 사용될 목적으로 만들어진 고급 분자편집 프로그램이다.
이 프로그램은 마이크로소프트 윈도우, 리눅스, 애플 OS X에서 사용 가능한 크로스 플랫폼 소프트웨어이다. 이 프로그램은 유연한 렌더링과 강력한 플러그인 아키텍처를 지원한다. 정식버전(1.0.0)부터는 한국어를 포함한 다국어를 지원하기 시작했다. 아보가드로는 자유 소프트웨어이다.

## 특징
- 크로스 플랫폼 : 윈도, 매킨토시, 리눅스를 모두 지원하는 분자 편집프로그램
- 무료, 오픈소스 소프트웨어 : 쉽게 설치할 수 있고, 프로그램 소스는 GPL 라이선스로 배포됨
- 국제화 : 중국어, 스페인어, 러시아어, 프랑스어, 이탈리아어 등 다양한 언어 지원
- 직관적인 인터페이스 : 학생부터 전문 연구자에 이르기까지 쉽게 작업할 수 있음
- 빠른 속도 : 멀티 스레드(Multi-thread) 렌더링과 계산을 지원
- 확장성 : 개발자를 위한 플러그인 아치텍처, 파이썬 스크립트 지원
- 유연성 : OpenBable 파일 불어오기, 전산화학, 결정학, 생체분자 입력생성

## 같이 보기
- Jmol